# O Grande Inquisidor
O Grande Inquisidor é um poema idealizado pelo personagem Ivan Karamázov e desenvolvido em forma de prosa no relato a seu irmão Aliócha no romance de Fiódor Dostoiévski Os Irmãos Karamazov (1879-1880). 
Trata-se de um monólogo, situado na cidade de Sevilha à época da Inquisição Espanhola, no qual o Grande Inquisidor, um velho Cardeal, depara-se com Jesus Cristo, aparecido no período, e ordena a sua prisão mesmo ciente de que se trata do Messias, questionando e condenando sua volta à Terra e condenando-o à morte na fogueira. 
O Grande Inquisidor é uma parte importante do romance e uma das mais conhecidas passagens da literatura moderna, devido às suas ideias acerca da natureza humana, da liberdade e do poder político-religioso.